# Bad Meets Evil
Bad Meets Evil es un dúo estadounidense de Hip Hop conformado por los raperos Royce Da 5'9" (Bad) y Eminem (Evil). Bad Meets Evil fue formado en el 1997 gracias a Proof, amigo de ambos integrantes del grupo. La primera canción que lanzaron fue "Bad Meets Evil", en el clásico álbum de Eminem, The Slim Shady LP (1999). La discografía del dúo consiste en un álbum de estudio y cuatro sencillos. En 1999, el dúo lanzó dos canciones (ninguna sencillos de álbumes), "Nuttin' to Do" y "Scary Movies"; "Nuttin' to Do" alcanzó el puesto #36 en la lista musical de Hot Rap Songs y "Scary Movies" el puesto #63 en el UK Singles Chart.
El dúo se había separado debido a un problema entre Royce y los miembros del otro grupo de Eminem, D12. Los problemas entre Royce y D12 (menos Eminem), llegaron a su fin cuando Proof, miembro de D12, mejor amigo de Eminem y muy buen amigo de Royce, fuese asesinado en el 2006. Una vez que Royce se uniese al super grupo de rap Slaughterhouse, firmado por la compañía disquera de Eminem, Shady Records, fue cuando Royce y Eminem se volvieron a juntar como Bad Meets Evil y fue cuando lanzaron su álbum debut de estudio Hell: The Sequel (2011), el cual alcanzó el puesto número uno en el US Billboard 200 y fue certificado oro por la Recording Industry Association of America (RIAA) y la Australian Recording Industry Association (ARIA).
El primer sencillo de su álbum, "Fast Lane" alcanzó el puesto #32 en el Billboard Hot 100, mientras que el segundo sencillo, "Lighters" con Bruno Mars, alcanzó el puesto #4 de la misma lista.

## Carrera musical
Eminem y Royce se conocieron en 1997, cuando Royce abría un concierto para Usher en el Palladium. Eminem y Royce da 5'9 " se hicieron amigos rápidamente antes de que Eminem alcanzara la fama, y colaboraron en la pista que llevó a la fundación del dúo," Bad Meets Evil ", en 1999 en el debut discográfico de Eminem The Slim Shady LP. El primer trabajo del dúo, un 1999 de doble sencillos, que fue grabado originalmente en 1998, consiste en " Nuttin 'hacer "y" Scary Movies ", logró éxito en las listas musicales respetables, alcanzando un máximo de 36 en el Hot Songs Rap, mientras que el segundo alcanzó el puesto 63 en la lista de singles del Reino Unido. Un año después, la canción "Scary Movies" apareció en la banda sonora película de terror comedia parodia Scary Movie.

## Discografía

### Álbumes de estudio
| Títulos          | Detalles del álbum                                                                                       | Posición en las listas musicales | Posición en las listas musicales | Posición en las listas musicales | Posición en las listas musicales | Posición en las listas musicales | Posición en las listas musicales | Posición en las listas musicales | Posición en las listas musicales | Posición en las listas musicales | Posición en las listas musicales | Certificaciones                       |
| Títulos          | Detalles del álbum                                                                                       | US                               | US R&B                           | US Rap                           | AUS                              | CAN                              | GER                              | IRE                              | NZ                               | SWI                              | UK                               | Certificaciones                       |
| ---------------- | --- | -------------------------------- | -------------------------------- | -------------------------------- | -------------------------------- | -------------------------------- | -------------------------------- | -------------------------------- | -------------------------------- | -------------------------------- | -------------------------------- | ------------------------------------- |
| Hell: The Sequel | - Lanzamiento: 14 de junio de 2011 - Discográfica(s): Shady, Interscope - Formatos: CD, descarga digital | 1                                | 1                                | 1                                | 3                                | 1                                | 20                               | 15                               | 14                               | 5                                | 7                                | - RIAA: Gold - ARIA: Gold - BPI: Gold |

## Sencillos

### Como artista principal
| Títulos                                                                        | Años | Posición en las listas musicales | Posición en las listas musicales | Posición en las listas musicales | Posición en las listas musicales | Posición en las listas musicales | Posición en las listas musicales | Posición en las listas musicales | Posición en las listas musicales | Posición en las listas musicales | Posición en las listas musicales | Certificaciones                                                  | Álbumes          |
| Títulos                                                                        | Años | US                               | US R&B                           | US Rap                           | AUS                              | CAN                              | GER                              | IRE                              | NZ                               | SWI                              | UK                               | Certificaciones                                                  | Álbumes          |
| ------------------------------------------------------------------------------ | ---- | -------------------------------- | -------------------------------- | -------------------------------- | -------------------------------- | -------------------------------- | -------------------------------- | -------------------------------- | -------------------------------- | -------------------------------- | -------------------------------- | ---------------------------------------------------------------- | ---------------- |
| "Nuttin' to Do"                                                                | 1999 | —                                | —                                | 32                               | —                                | —                                | —                                | —                                | —                                | —                                | 182                              |                                                                  | N/A              |
| "Scary Movies"                                                                 | 1999 | —                                | —                                | —                                | —                                | —                                | —                                | —                                | —                                | —                                | 63                               |                                                                  | N/A              |
| "Fast Lane"                                                                    | 2011 | 32                               | —                                | —                                | 57                               | 50                               | —                                | —                                | 35                               | —                                | 66                               | - RIAA: Gold                                                     | Hell: The Sequel |
| "Lighters" (featuring Bruno Mars)                                              | 2011 | 4                                | 75                               | 6                                | 17                               | 4                                | 26                               | 11                               | 2                                | 10                               | 10                               | - RIAA: 2× Platinum - ARIA: Platinum - RIANZ: Gold - BPI: Silver | Hell: The Sequel |
| "—" significa que la canción no fue posicionada y/o lanzada en ese territorio. |      |                                  |                                  |                                  |                                  |                                  |                                  |                                  |                                  |                                  |                                  |                                                                  |                  |

## Vídeos musicales

### Como artista principal
| Título                            | Año  | Director(es) |
| --------------------------------- | ---- | ------------ |
| "Fast Lane"                       | 2011 | James Larese |
| "Lighters" (featuring Bruno Mars) | 2011 | Rich Lee     |

## Apariciones
- Una versión instrumental de "Scary Movies" (con el coro) es tocada al final de la película Scary Movie.
- "Bad Meets Evil" apareció en el álbum de Eminem The Slim Shady LP.
- Una versión regrabada de "Renegade", interpretada en el álbum de Jay-Z, The Blueprint, con líneas de Royce que reemplazan las de Jay-Z.
- "Rock City" se encuentra en el álbum de Royce, Rock City (Version 2.0).
- "Fast Lane" es tocada al cuerpo de la película Gigantes de Acero.